# Inferno nella stratosfera
Inferno nella stratosfera (宇宙大戦争?, Uchū daisensō, lett. "La grande guerra spaziale") è un film del 1959 diretto da Ishirō Honda.
È una pellicola di fantascienza, seguito del film I misteriani del 1957.

## Trama
Dopo una serie di misteriosi e devastanti incidenti in Giappone, Italia e Panama, il centro di ricerche spaziali delle Nazioni Unite individua una razza di alieni chiamati Natal particolarmente aggressivi. Questi alieni hanno stabilito la loro base sul lato nascosto della Luna e mirano a prendere il controllo della Terra per rendere l'intera umanità loro schiava.
Le Nazioni Unite pianificano un tentativo di attaccare per primi la base dei Natal sulla Luna. Nonostante i gravi danni inflitti alle fortezze aliene, l'attacco non ha successo e i soldati sono costretti a rientrare sulla Terra, per poter difendere il pianeta dall'invasione.
Durante il conflitto finale molte metropoli del pianeta, tra cui Tokyo e San Francisco vengono distrutte, ma alla fine l'umanità riesce a sconfiggere i Natal.

## Altre edizioni
La versione statunitense è stata edita con il titolo di Battle in outer space.